# Muamer Tanković
Muamer Tanković, né le 22 février 1995 à Norrköping en Suède, est un footballeur international suédois. Pouvant évoluer au poste d'ailier ou de milieu offensif, il joue actuellement pour Paphos FC, dans le championnat Chypre.

## Biographie

### En club
Né à Norrköping en Suède, il est formé par le club de sa ville natale, le IFK Norrköping avant de poursuivre sa formation en Angleterre, avec le club de Fulham FC.
Il participe à la Ligue Europa avec l'équipe de l'AZ Alkmaar. Il inscrit son premier but dans cette compétition le 8 décembre 2016, contre le club russe du Zénith Saint-Pétersbourg (victoire 3-2).
Le 10 août 2017, il signe en faveur de l'Hammarby IF.
Le 5 octobre 2020, Muamer Tanković rejoint la Grèce afin de s'engager en faveur de l'AEK Athènes.

### En équipe nationale
Muamer Tanković est régulièrement sélectionné dans les équipes nationales de jeunes. Il inscrit quatre buts avec les moins de 17 ans, neuf avec les moins de 19 ans, et deux avec les espoirs.
Avec les moins de 19 ans, il est notamment l'auteur d'un triplé contre la Bosnie-Herzégovine en octobre 2013 (victoire 1-4).
Avec les espoirs, il participe au championnat d'Europe espoirs en 2017. Lors de cette compétition organisée en Pologne, il joue trois matchs. Avec un bilan de deux nuls et une défaite, la Suède est éliminée dès le premier tour.
Il joue son premier match en équipe de Suède le 5 mars 2014, en amical contre la Turquie (défaite 2-1 à Ankara). Il n'est ensuite plus appelé en sélection pendant près de cinq ans. Il joue son dernier match le 12 janvier 2020, en amical contre le Kosovo (victoire 1-0).
Il participe avec la sélection olympique aux Jeux olympiques d'été de 2016 organisés au Brésil. Il joue trois matchs lors du tournoi olympique : contre la Colombie, le Nigeria, et le Japon.

## Statistiques
Le tableau ci-dessous récapitule les statistiques de Muamer Tanković lors de sa carrière en club :
| Saison                | Club                  | Championnat           | Championnat | Championnat | Coupe(s) nationale(s) | Coupe(s) nationale(s) | Compétition(s) continentale(s) | Compétition(s) continentale(s) | Compétition(s) continentale(s) | Total | Total |
| Saison                | Club                  | Division              | M.          | B.          | M.                    | B.                    | Comp.                          | M.                             | B.                             | M.    | B.    |
| 2013-2014             | Fulham FC             | 1                     | 3           | 0           | 3                     | 0                     | -                              | -                              | -                              | 6     | 0     |
| 2014-2015             | AZ Alkmaar            | 1                     | 26          | 5           | 3                     | 2                     | -                              | -                              | -                              | 29    | 7     |
| 2015-2016             | AZ Alkmaar            | 1                     | 19          | 3           | 3                     | 2                     | C3                             | 7                              | 0                              | 29    | 5     |
| 2016-2017             | AZ Alkmaar            | 1                     | 11          | 2           | 3                     | 1                     | C3                             | 2                              | 1                              | 16    | 4     |
| Total sur la carrière | Total sur la carrière | Total sur la carrière | 59          | 10          | 12                    | 5                     | -                              | 9                              | 1                              | 80    | 16    |